# سرا پیرینچ
سرا پیرینچ (انگلیسی: Serra Pirinç؛ زادهٔ ۱۹ ژوئن ۱۹۹۷) بازیگر اهل ترکیه است. وی از سال ۲۰۱۷ میلادی تاکنون مشغول فعالیت بوده است.